# Andamarca
Andamarca är en ort i Bolivia.   Den ligger i departementet Oruro, i den centrala delen av landet, 240 kilometer väster om huvudstaden Sucre. Andamarca ligger 3 751 meter över havet och antalet invånare är 302.
Terrängen runt Andamarca är platt åt nordost, men åt sydväst är den kuperad. Runt Andamarca är det mycket glesbefolkat, med 3 invånare per kvadratkilometer.. Det finns inga andra samhällen i närheten.
Omgivningarna runt Andamarca är i huvudsak ett öppet busklandskap.